# Wingfoilen

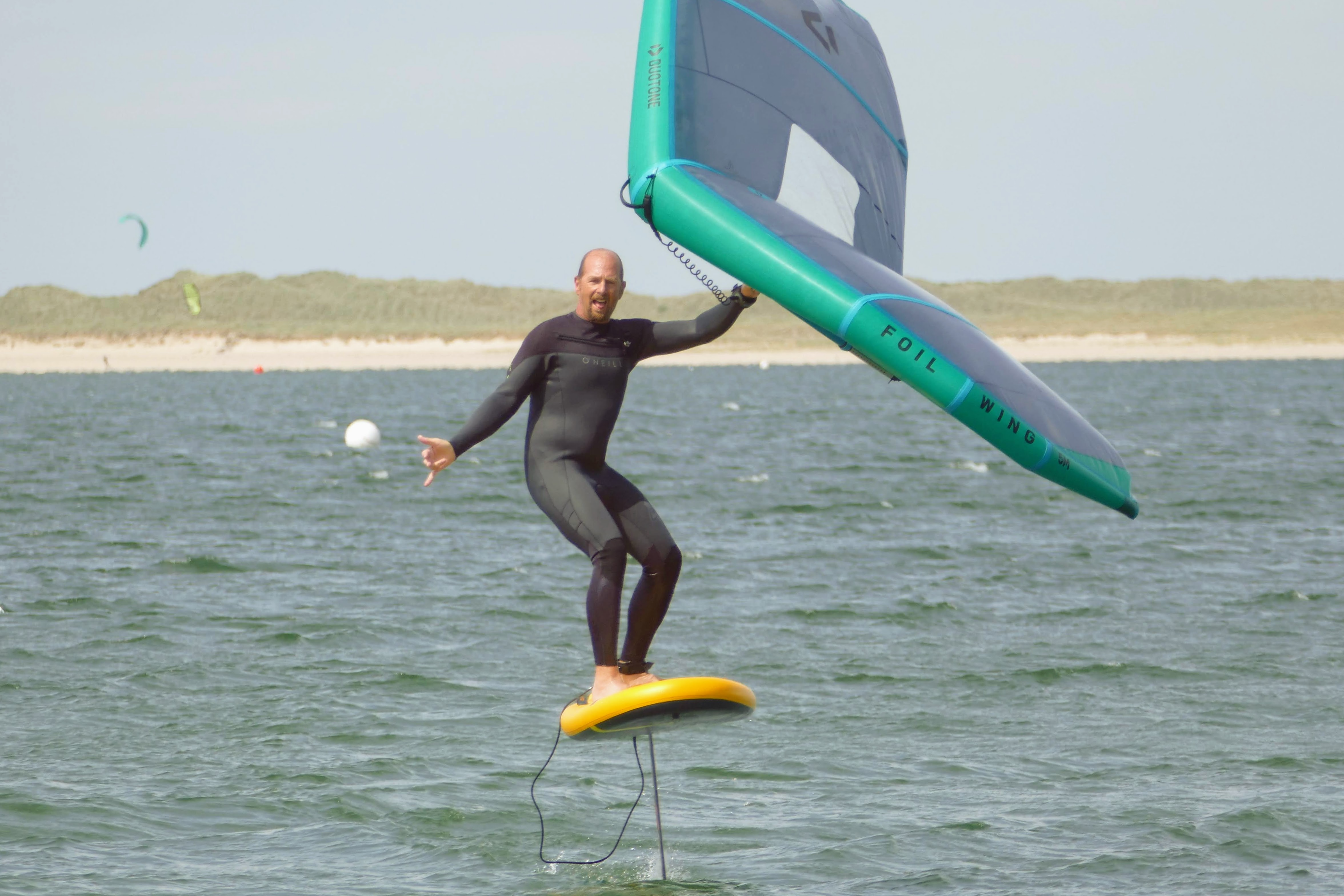
Wingfoiler in actie

Wingfoilen is een vorm van surfen, waarbij men door een opblaasbare vlieger of wing voortgedreven wordt op een surfplank en dus foilt. De plank zweeft ongeveer 50 tot 90 cm door een vleugelconstructie boven het water. De verbinding tussen de vleugel en de board (= de mast) bepaalt hoe hoog men precies uit het water komt. Op binnenwater volstaat een mast van 75 cm en op de zee is 90 cm beter. In tegenstelling tot het windfoilen hoeft men voor wingfoilen niet te kunnen windsurfen.
Een wing is een opblaasbare vleugel of kite die men los in de handen houdt zonder lijnen. Voor de wing zijn veel technieken en materialen gebruikt van het kiten. De stijfheid of ‘het frame’ van de wing bestaat net als bij het kitesurfen uit tubes. Afhankelijk van het type wing heeft men een giek of een aantal handgrepen om zich aan vast te houden tijdens het wingen. Naargelang de hoeveelheid wind, de ervaring en het postuur van de persoon, kiest men de juiste maat. 
| Knopen | Wingmaat |
| ------ | -------- |
| 22-35  | 2m²      |
| 20-30  | 3m²      |
| 14-22  | 4m²      |
| 10-17  | 5m²      |

Omdat een wing opblaasbaar is, kan deze worden opgevouwen tot een klein pakket. De grootste uitdaging bij het wingfoilen is balans vinden in de lucht. Een normaal board blijft stabiel door het contact met het water. Bij het wingfoilen is dit contact er niet en hang men boven het water. Het sturen werkt daarom intenser dan bij een board dat in het water blijft.